# Jakob Erlandsen

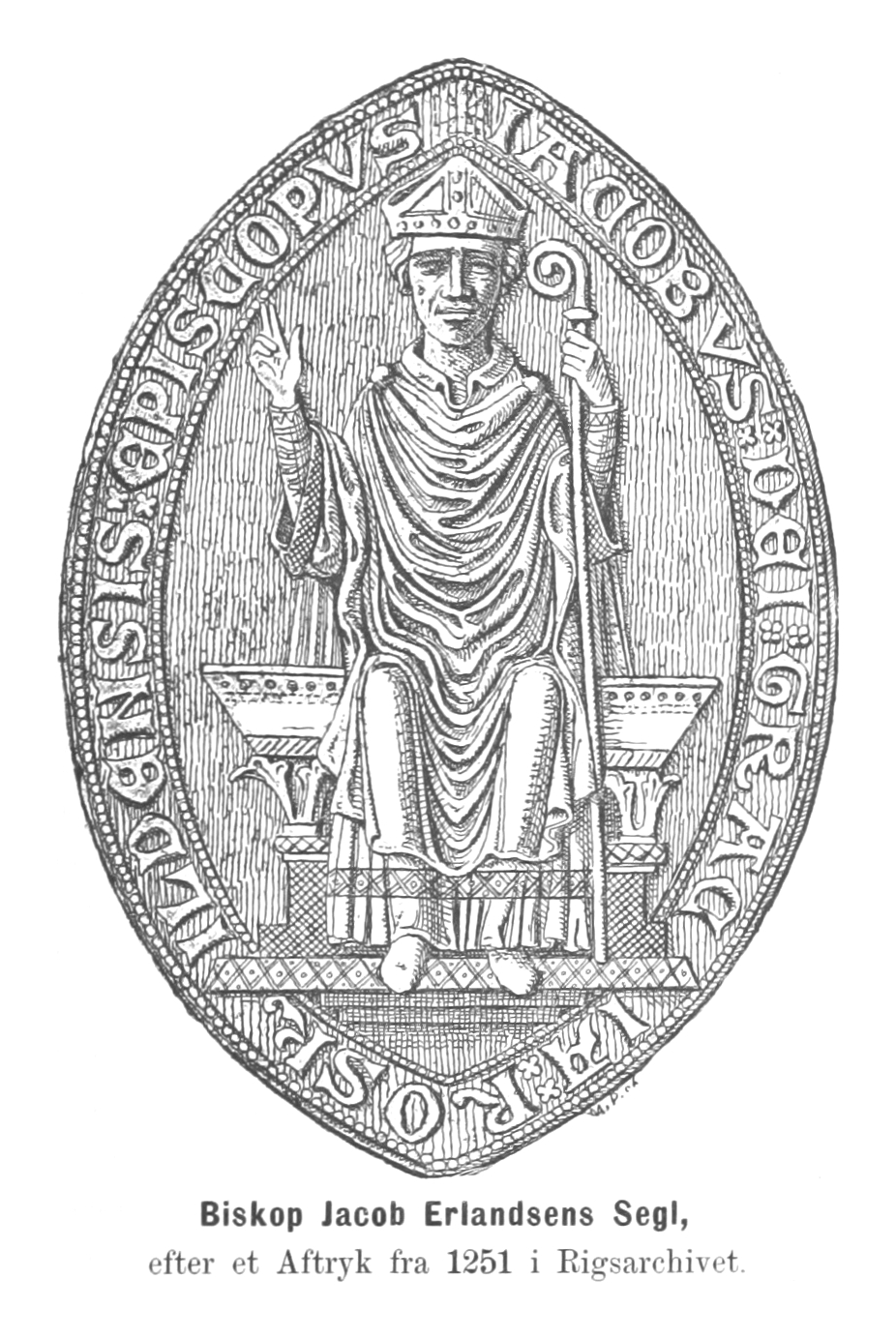
Siegel des Bischofs Erlandsen auf einer Urkunde von 1251

Jakob Erlandsen (* im 13. Jahrhundert; † 18. Februar 1274 auf Rügen) war Erzbischof von Lund.

## Leben und Wirken
Jakob Erlandsen stammte aus dem einflussreichen Hvide-Geschlecht. Sein Vater hieß Erland. Seine Mutter Caecilie war vermutlich eine Tochter der als Heiligen verehrten Margareta von Roskilde. Er hatte fünf Brüder, von denen mehrere hohe politische Ämter innehatten. Er studierte in Paris, erreichte einen Magistertitel und hielt sich auch als dänischer Kanoniker viele Jahre am päpstlichen Hof in Rom auf.
Als Dompropst in Lund nahm er 1245 als Advokat für Erik Plogpenning am ersten Konzil in Lyon teil. Der König versuchte dort, die Absetzung des ebenfalls aus dem Hvide-Geschlecht stammenden Niels Stigsen als Bischof von Roskilde gegenüber Papst Innozenz IV. durchzusetzen. Niels Stigsen, der 1225 Bischof geworden war, hatte Waldemar II. bei seiner Rückkehr nach Dänemark unterstützt und war von diesem zum Kanzler ernannt worden. So gelang es ihm, die Macht der Kirche gegenüber dem König und dem Adel zu stärken. Erik Plogpenning versuchte dagegen anzugehen und hatte deshalb 1245 Niels Stigsen abgesetzt und seine privaten und kirchlichen Güter eingezogen. Niels Stigsen floh ins Ausland und beschwerte sich beim Papst. Jakob Erlandsen verweigerte jedoch dem König den Gehorsam, sondern unterstützte den Bischof auf dem Konzil. Daraufhin wurden auch seine kirchlichen Einkünfte und sein Erbe beschlagnahmt.
Nachdem Niels Stigsen, der sein Bistum nicht zurückerhielt und deshalb auch nicht wieder nach Dänemark zurückkehrte, 1249 bei einem Besuch in Clairvaux gestorben war, drohte der Papst dem König mit Exkommunikation und Interdikt. Nach Erik Plogpennings Tod lenkte der neue König Abel ein und akzeptierte den vermutlich direkt vom Papst ernannten Jakob Erlandsen als Bischof von Roskilde. Auf Veranlassung des Papstes erhielt Jakob Erlandsen seinen Besitz zurück und Kopenhagen dazu. Kopenhagen erhielt von ihm 1254 sein erstes Stadtrecht. Den Konflikt zwischen König und Kirche führte er weiter und vertrat dabei den absoluten Primat der Kirche über alles weltliche Recht.
Das Domkapitel von Lund wählte ihn nach dem Tod von Uffe Thrugotsen im Dezember 1252 zum Erzbischof in Lund. Wegen seines Konflikts mit König Christoph, der im selben Jahr seinem ermordeten Bruder Abel auf den Thron gefolgt war, konnte er das Amt erst 1254 antreten, nachdem er dem König die Treue geschworen hatte. Trotzdem versuchte der Erzbischof, das päpstliche Kirchenrecht als unabhängige Rechtsinstanz neben dem staatlichen Recht zu etablieren, während der König den kirchlichen Einfluss zurückdrängen wollte. Hierbei bekämpfte Jakob Erlandsen besonders das Skånske Kirkelov, die auf Gewohnheitsrecht beruhende schonische Kirchenordnung, die der Bevölkerung deutlich mehr Rechte bezüglich des kirchlichen Landbesitzes und der Einsetzung von Geistlichen zubilligte als das kanonische Recht. In Lund gründete Jakob Erlandsen ein Collegium, eine Lateinschule als Erweiterung der Domschule.
Angesichts der gegen die Bischöfe ausgesprochenen Gewaltandrohungen, wurde auf der vom Erzbischof 1256 in Vejle einberufenen Synode beschlossen, dass jedwede Gewalt gegen einen Bischof oder Gefangennahme eines Bischofs zu sofortiger Einstellung aller Gottesdienste und Sakramentsspendung in der betroffenen Diözese führen sollte führe. Sollte diese Gewalt vom König ausgehen oder zumindest von diesem gebilligt werden, solle das gesamte Königreich vom Interdikt betroffen sein. Außerdem sollte nur dänische Bischöfe das Recht haben, einen Thronfolger zu krönen. Damit behielt sich der Erzbischof das alleinige Recht vor, zu bestimmen, wer der rechtmäßige Thronerbe sein sollte. Diese Beschlüsse waren ein Affront gegen den König, dem längst nicht alle Bischöfe zustimmten, da sie aufgrund ihres meist großen Landbesitzes zugleich auch weltliche Fürsten waren und sich als solche als Untertanen des Königs sahen. So leisteten sie auch der Einberufung zum Danehof nach Nyborg auf denselben Tag Folge. Dort kam er zu einer Auseinandersetzung zwischen Erzbischof Jakob Erlandsen und König Christoph, bei dem der Erzbischof nur von seinem Nachfolger als Bischof von Roskilde, seinem Neffe Peder Bang, und dem Bischof von Odense unterstützt wurde. Der König erklärte daraufhin den Erzbischof seiner Rechte und Privilegien für verlustig. Jakob Erlandsen und Peder Bang verbündeten sich mit dem Feinden des Königs, darunter Fürst Jaromar II. von Rügen und den Grafen von Holstein und dem mit diesen verwandten Erich, der als Sohn von Abel Anspruch auf den dänischen Thron erhob.
Der Konflikt eskalierte, als der Erzbischof sich 1259 weigerte, den neunjährigen Sohn des Königs, Erik Klipping, als Thronfolger zu krönen. Da er damit die Rechtmäßigkeit von Christophs Königsherrschaft angriff, ließ ihn der König ihn am 2. Februar 1259 durch seinen eigenen Bruder Niels Erlandsen Galen, der 1251–1282 königlicher Statthalter in Schonen war, zusammen mit Jens, einem dritten Bruder, gefangensetzen. Letzterer, der Vorgänger seines Bruders als Statthalter gewesen war, starb 1272 im Gefängnis. Nur Peder Bang wagte es, das in Vejle beschlossene Interdikt über den König und seine Helfer durchzusetzen und alle Kirchen in seiner Diözese zu schließen, floh dann aber nach Rügen, um mit Unterstützung von dessen Fürst Jaromar II. Kopenhagen zu erobern.
Als König Christoph kurz darauf starb, ließ die Königinwitwe Margarete Sambiria den Erzbischof freilassen. Dieser setzte zusammen mit seinen Verbündeten seinen Widerstand gegen das Königshaus fort. Jaromars Heer schlug bei Næstved ein von der Königinwitwe aufgestelltes Bauernheer. In der Schlacht auf der Lohheide 1261 gelang es dann den mit dem Erzbischof verbündeten Holsteiner Grafen und Abels Sohn Erich, der inzwischen Herzog von Schleswig geworden war, den jungen König gefangen zu nehmen. Seine Mutter Margarete Sambiria bat 1262 bei Urban IV. um Vermittlung, doch der päpstlicher Nuntius konnte Jakob Erlandson nicht zum Einlenken bewegen, weshalb die drei aufsässigen Bischöfe vom Papst aufgefordert wurden, ihre Ämter niederzulegen und zur Anhörung nach Rom zu kommen. Die drei Bischöfe verließen das Land.
Bereits unter dem nächsten Papst Clemens IV. wendete sich 1265 das Blatt, denn dieser sandte einen Kardinal, der vom inzwischen wieder freigelassenen dänischen König unter Androhung von Exkommunikation und Interdikt forderte, die Bischöfe wieder ins Amt zu rufen und ihnen hohe Entschädigungen zu zahlen. Der König weigerte sich jedoch, was ein Interdikt zur Folge hatte. Erik Klipping beschwerte sich darufin beim Papst, worauf der Kardinal 1267 abgerufen wurde, ohne dass der Streit geschlichtet worden war. Während der Sedisvakanz bis 1271 kam es zu keinem Fortschritt.

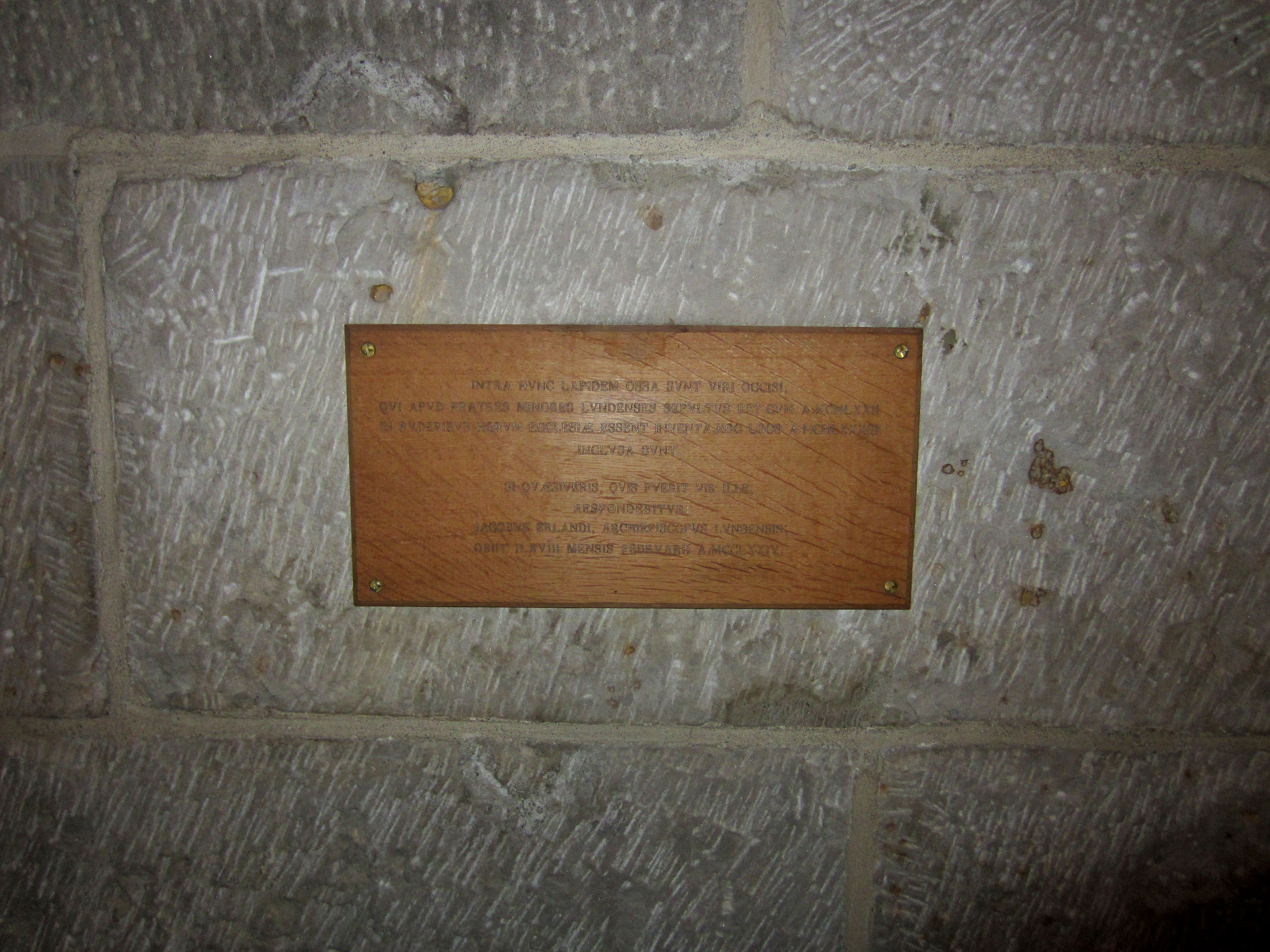
Erneuerte Grabplatte für Jakob Erlandsen im Dom zu Lund

1272 reiste Jakob Erlandsen persönlich nach Rom und legte seinen Fall dem neuen Papst Gregor X. vor, wo er zu einem Vergleich aufgefordert wurde. Als er aus Rom zurückkam, starb er 1274 auf Rügen, der Überlieferung nach im Auftrag von König Erik Klipping ermordet. Erlandsen wurde in der Franziskanerkirche in Lund beigesetzt. Bei Ausgrabungen in den Ruinen der im Zuge der Reformation abgerissenen Kirche wurde 1972 in einem gemauerten Grab im Chor eine verschießbare Kiste gefunden, die die Knochen eines Mannes enthielten. Die Knochen waren abgekocht worden, was dafür spricht, dass der Tod nicht in Lund eingetreten war, sondern der Leichnam transportiert werden musste. Als Todesursache ließ sich ein Armbrustbolzen im Kopf feststellen. Da die Grabplatte, auf der der Überlieferung nach Jakob Erlandsens Name und Todestag eingraviert war, nicht mehr vorhanden ist, konnte der Tote jedoch nicht eindeutig als Jakob Erlandsen identifiziert werden. Die sterblichen Überreste wurden in den Dom zu Lund transferiert und liegen dort hinter einer Grabplatte, die die überlieferte Inschrift trägt.
Sein Bruder Erland wurde sein Nachfolger als Erzbischof von Lund, starb aber nur zwei Jahre später 1276. Peder Bang, der Jakob Erlandsen nach Rom begleitet hatte, einigte sich mit dem König, worauf das Interdikt aufgehoben wurde.